# Cierge du Pérou
Cereus hildmannianus
Espèce
Synonymes
- Cereus repandus
- Cereus peruvianus
- Cereus uruguayanus

Statut de conservation UICN

 LC  : Préoccupation mineure
Statut CITES
Le Cierge du Pérou (Cereus hildmannianus) est une espèce de cactus colonnaire natif d'Argentine et répandu en Amérique du Sud.

## Description

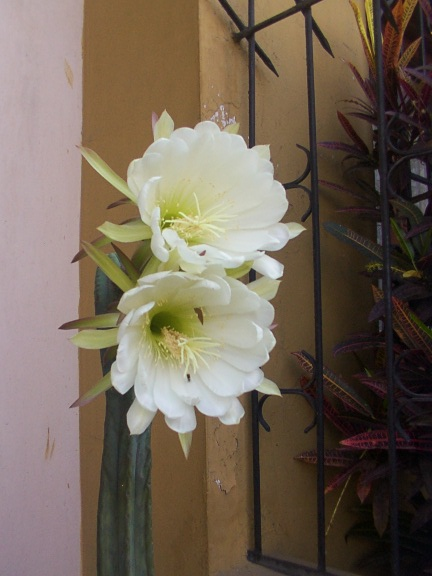

Ce cactus colonnaire peut atteindre 15 m de hauteur.
Ses aréoles sont rondes, marron et séparées l'une l'autre de 2 cm. Les épines sont rigides et mesurent entre 0,5 à 1 cm. Les aréoles en haut de la plante ont un plus grand nombre d'épines plus longues.
Les fleurs blanches peuvent mesurer jusqu'à 16 cm de long. La floraison apparait vers cinq à six ans et est abondante au cours des nuits d'été.
Le fruit est semblable aux pitayas (en anglais : dragon fruit), l'épicarpe est lisse, la taille est celle d'un citron, légèrement oblong, de couleur rouge peu saturé à maturité. Il contient une pulpe blanche et des graines noires.
De croissance rapide, il peut pousser de 30 à 60 cm par an.

## Culture
Il faut arroser abondamment au cours de la période de croissance, et très peu au cours de la période de repos. L'espèce peut tolérer un certain froid, même de quelques degrés au-dessous de zéro, si le sol est sec. Les jeunes plantes ont besoin d'ombre, alors que les adultes doivent être en plein soleil.
Se multiplie par graines ou boutures. La fructification intervient à partir de la 3e année en climat favorable.

## Utilité
La plante ayant un faible besoin en eau, la production de fruit alimentaires est étudiée dans les pays au climat favorable. La pulpe du fruit est comestible, peu savoureuse mais d'une texture intéressante.

## Cereus hildmannianuset l'Homme

### Croyance
D'après Blanche Mertz, ancienne directrice du Centre de géobiologie de Chardonne en Suisse, le « Cierge du Pérou » aurait la propriété d’absorber les radiations électromagnétiques parasites des écrans cathodiques. Un article du journal en ligne Rue89 a abordé cette question et a pu déterminer que cette affirmation est sans fondement.

## Synonymes
- Cereus repandus Britton & Rose
- Cereus uruguayanus R.Kiesling 1982
- Cereus hildmannianus subsp. uruguayanus (R.Kiesling) N.P.Taylor 1998